# Mabuya meridensis
Mabuya meridensis är en ödleart som beskrevs av  Miralles RIVAS och SCHARGEL 2005. Mabuya meridensis ingår i släktet Mabuya och familjen skinkar. Inga underarter finns listade i Catalogue of Life.